# San Andrés de la Cruz
San Andrés de la Cruz är en ort i Mexiko.   Den ligger i kommunen Atoyac de Álvarez och delstaten Guerrero, i den södra delen av landet, 270 km sydväst om huvudstaden Mexico City. San Andrés de la Cruz ligger 660 meter över havet och antalet invånare är 828.
Terrängen runt San Andrés de la Cruz är kuperad åt nordost, men åt sydväst är den bergig. Terrängen runt San Andrés de la Cruz sluttar västerut. Runt San Andrés de la Cruz är det ganska tätbefolkat, med 52 invånare per kvadratkilometer. Närmaste större samhälle är Atoyac de Álvarez, 9,6 km sydväst om San Andrés de la Cruz. I omgivningarna runt San Andrés de la Cruz växer i huvudsak lövfällande lövskog.